# Лиг
Лиг е река в западна Сърбия, десен приток на Колубара. Извира от планината Сувобор и има дължина от 33 км. Най-пълноводният приток на Колубара.
Водосборният басейн на Лиг обхваща планински притоци от Сувобор, Бокуля и Рудник. Реката оформя е късо дефиле. През средновековието до Лиг са се простирали на северозапад сръбските земи.